# UD Trucks
UD Trucks (en japonais UDトラックス株式会社), anciennement connu sous la marque Nissan Diesel, est un constructeur japonais de poids lourds et d'autobus. Il est la propriété d'Isuzu, appartenant autrefois au suédois Volvo.

## Histoire
Nihon Diesel Industries Ltd. est fondée en 1935 Kawaguchi, au Japon afin de produire des moteurs diesel. L'année suivante, l'entreprise entame la production sous licence de moteurs deux temps de la société allemande Krupp Junkers AG.
La société est rebaptisée Kanega-Fuchi Diesel Co. Ltd. en 1942 puis Minsei Sangyo Co. Ltd. en 1946. Nissan Motor Co. devient actionnaire du constructeur en 1950, et l'entreprise Nissan Diesel.
Lors de la constitution de l'Alliance Renault-Nissan en 1999, le partenariat englobe également l'activité poids lourds, et Renault acquiert une participation dans Nissan Diesel, en sus de celle prise dans sa maison mère, Nissan. 
En 2001, Renault troque avec Volvo sa filiale Renault Trucks contre une entrée au capital de 20 % dans le constructeur suédois. La participation de Renault dans Nissan Diesel est également transférée. Le changement de propriété intervient en 2006 lorsque de Volvo devient l'actionnaire majoritaire de l'entreprise nippone.
En décembre 2019, AB Volvo et Isuzu ont signé un accord de partenariat incluant la transfert de la propriété de UD Trucks à Isuzu.
En avril 2021, Isuzu Motors est devenu propriétaire d'UD Trucks, concluant la vente avec Volvo. 

## Galerie

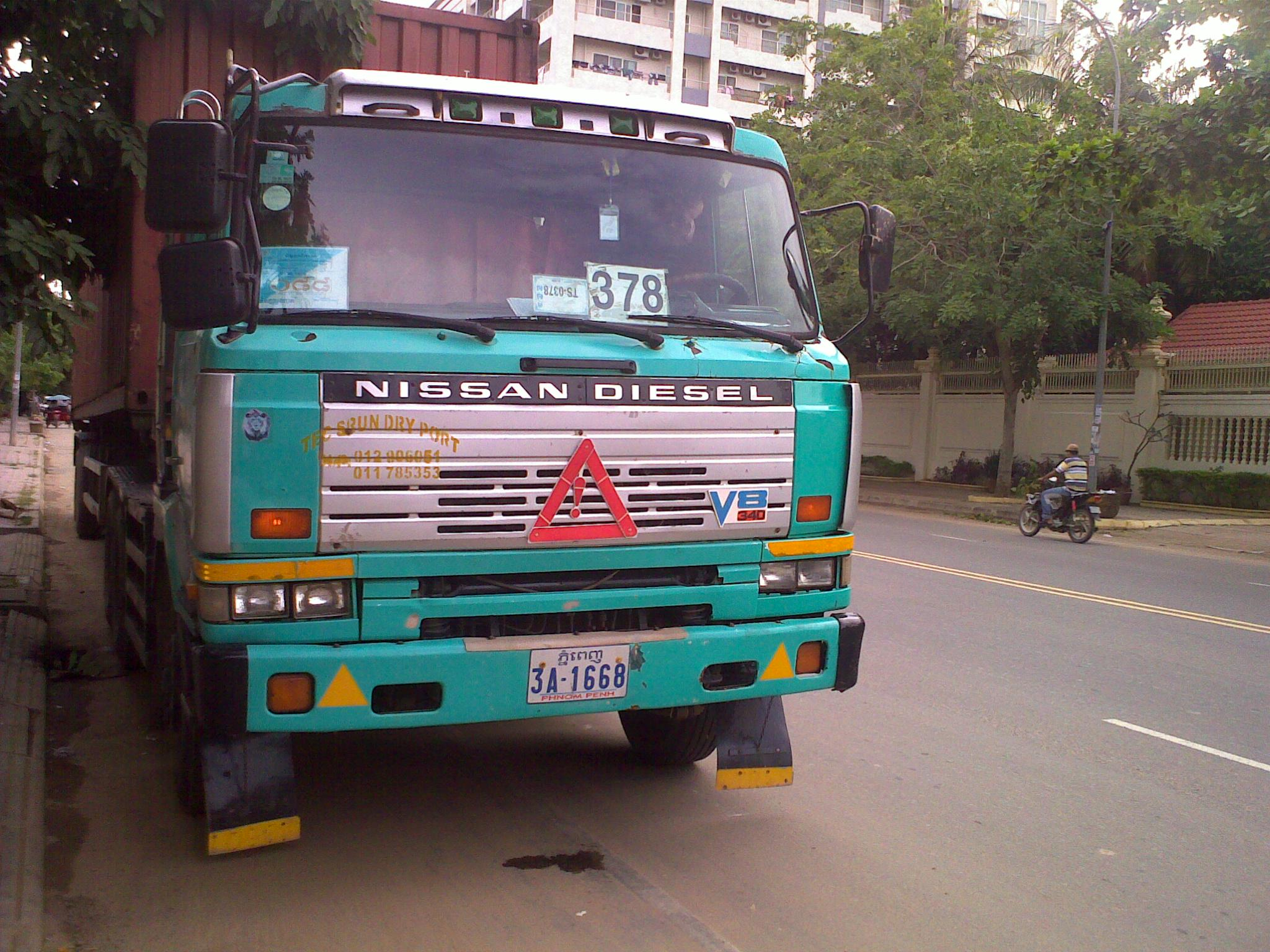
Nissan Diesel CW 340
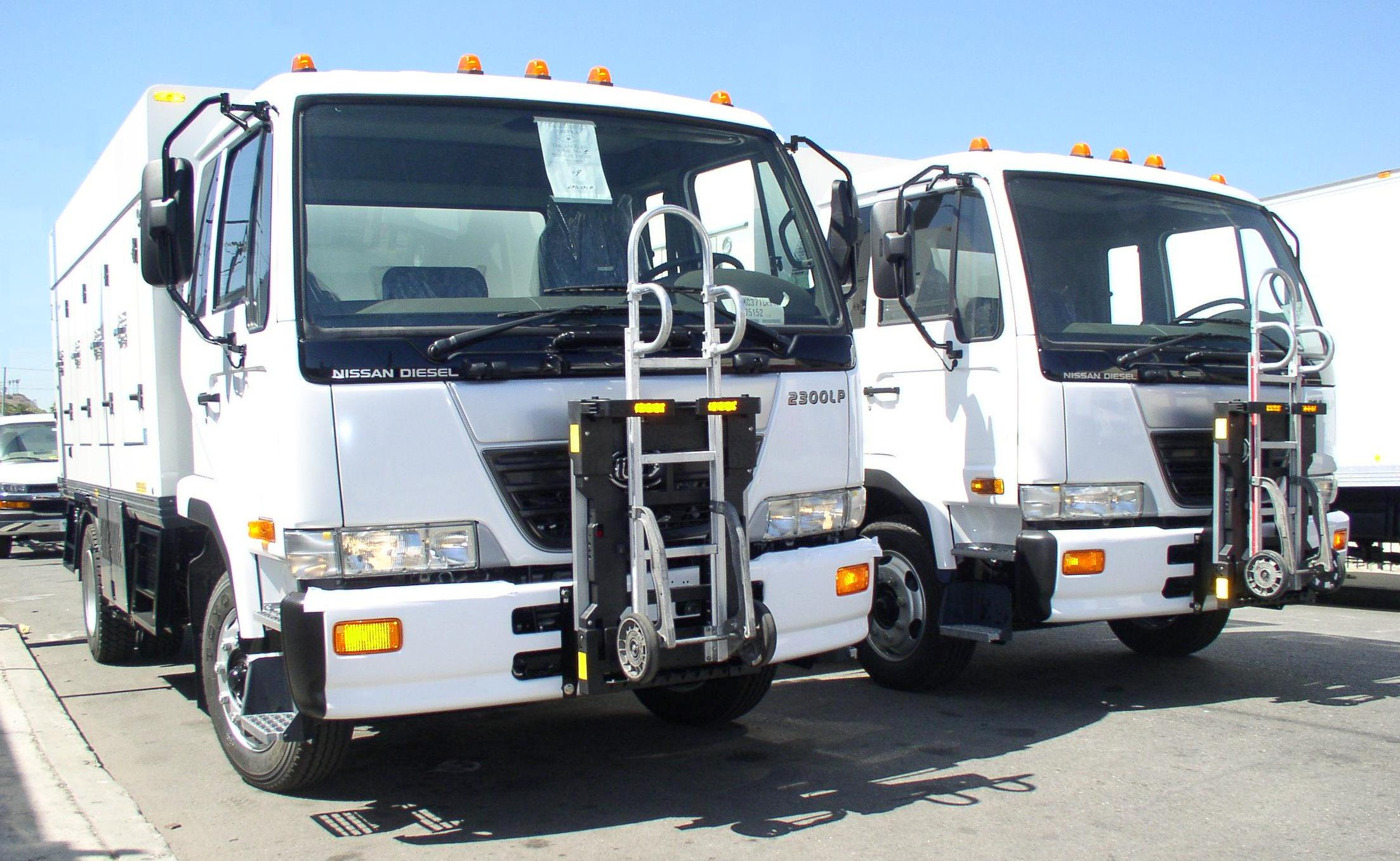
Nissan Diesel Condor
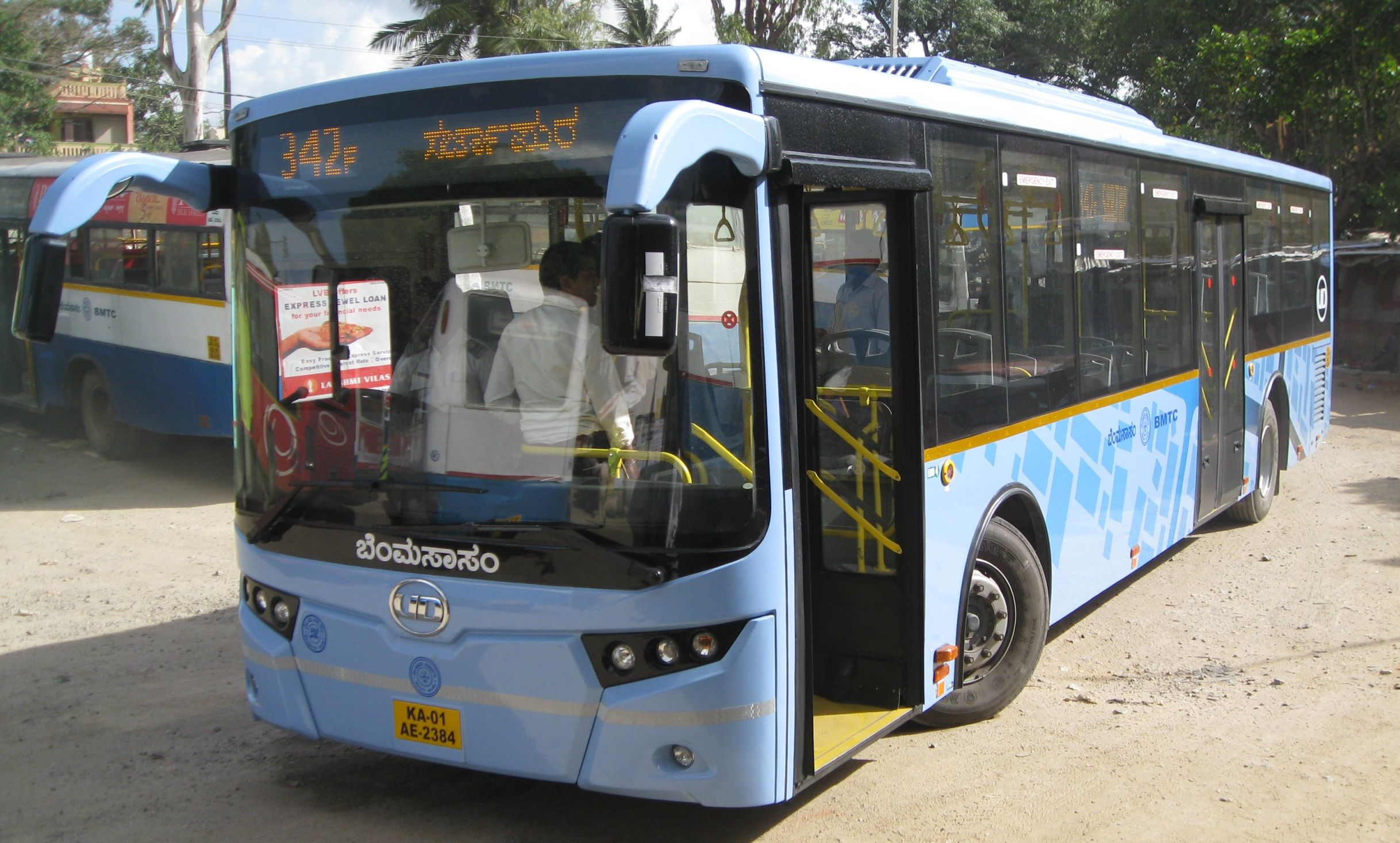
UD SLF